# سلطان أباد أران
سلطان‌ أباد أران هي قرية في مقاطعة ساوجبلاغ، إيران. عدد سكان هذه القرية هو 594 في سنة 2006.